# Équipe des États-Unis de soccer à la Coupe des confédérations 1999
L'équipe des États-Unis de soccer participe à sa 2e Coupe des confédérations lors de l'édition 1999 qui se tient au Mexique, du 24 juillet au 4 août 1999. Elle se rend à la compétition en tant que finaliste de la Gold Cup 1998.

## Résultats

### Phase de groupe
|   | Équipe           | Pts | J | G | N | P | BP | BC | Diff |
| - | ---------------- | --- | - | - | - | - | -- | -- | ---- |
| 1 | Brésil           | 9   | 3 | 3 | 0 | 0 | 7  | 0  | +7   |
| 2 | États-Unis       | 6   | 3 | 2 | 0 | 1 | 4  | 2  | +2   |
| 3 | Allemagne        | 3   | 3 | 1 | 0 | 2 | 2  | 6  | -4   |
| 4 | Nouvelle-Zélande | 0   | 3 | 0 | 0 | 3 | 1  | 6  | -5   |

| 24 juillet 1999 | Nouvelle-Zélande | 1 | 2 | États-Unis |
| 28 juillet 1999 | Brésil           | 1 | 0 | États-Unis |
| 30 juillet 1999 | États-Unis       | 2 | 0 | Allemagne  |

| 24 juillet 1999                   | Nouvelle-Zélande | 1 - 2 | États-Unis                 | Stade Jalisco, Guadalajara                     |                                                |
| 14:30 · Historique des rencontres | Zoricich 90e     |       | McBride 25e · Kirovski 58e | Spectateurs : 60 000 Arbitrage : Ubaldo Aquino | Spectateurs : 60 000 Arbitrage : Ubaldo Aquino |
| 14:30 · Historique des rencontres | (Rapport)        |       |                            | Spectateurs : 60 000 Arbitrage : Ubaldo Aquino | Spectateurs : 60 000 Arbitrage : Ubaldo Aquino |

| 28 juillet 1999                   | Brésil         | 1 - 0 | États-Unis | Stade Jalisco, Guadalajara                    |                                               |
| 20:30 · Historique des rencontres | Ronaldinho 13e |       |            | Spectateurs : 54 000 Arbitrage : Anders Frisk | Spectateurs : 54 000 Arbitrage : Anders Frisk |
| 20:30 · Historique des rencontres | (Rapport)      |       |            | Spectateurs : 54 000 Arbitrage : Anders Frisk | Spectateurs : 54 000 Arbitrage : Anders Frisk |

| 30 juillet 1999                   | États-Unis            | 2 - 0 | Allemagne | Stade Jalisco, Guadalajara                              |                                                         |
| 18:00 · Historique des rencontres | Olsen 23e · Moore 50e |       |           | Spectateurs : 53 000 Arbitrage : Gilberto Alcalá Pineda | Spectateurs : 53 000 Arbitrage : Gilberto Alcalá Pineda |
| 18:00 · Historique des rencontres | (Rapport)             |       |           | Spectateurs : 53 000 Arbitrage : Gilberto Alcalá Pineda | Spectateurs : 53 000 Arbitrage : Gilberto Alcalá Pineda |

### Demi-finale
| 1er août 1999                     | Mexique | 1 - 0 b.e.o. | États-Unis | Stade Azteca, Mexico                           |                                                |
| 12:00 · Historique des rencontres | Blanco 97e |              | | Spectateurs : 82 000 Arbitrage : Kim Young-Joo | Spectateurs : 82 000 Arbitrage : Kim Young-Joo |
| 12:00 · Historique des rencontres | (Rapport) |              | | Spectateurs : 82 000 Arbitrage : Kim Young-Joo | Spectateurs : 82 000 Arbitrage : Kim Young-Joo |
| 12:00 · Historique des rencontres | Campos - Suárez, Márquez, Torrado ( 58e Zepeda), Villa - Ramírez ( 72e Arellano), Abundis, Pardo, Terrazas ( 45e Palencia) - Blanco 57e, Carmona | Équipes      | Keller - Hejduk, Berhalter, Fraser 60e, Harkes 41e - Stewart, Kirovski, Agoos, R.Williams - Jones, McBride ( 78e Lewis) | Spectateurs : 82 000 Arbitrage : Kim Young-Joo | Spectateurs : 82 000 Arbitrage : Kim Young-Joo |

### Match pour la troisième place
| 3 août 1999                       | États-Unis | 2 - 0   | Arabie saoudite | Stade Jalisco, Guadalajara                     |                                                |
| 21:00 · Historique des rencontres | Bravo 27e · McBride 78e |         | | Spectateurs : 38 000 Arbitrage : Ubaldo Aquino | Spectateurs : 38 000 Arbitrage : Ubaldo Aquino |
| 21:00 · Historique des rencontres | (Rapport) |         | | Spectateurs : 38 000 Arbitrage : Ubaldo Aquino | Spectateurs : 38 000 Arbitrage : Ubaldo Aquino |
| 21:00 · Historique des rencontres | Friedel - Hejduk 42e, Berhalter ( 74e Fraser), C.J. Brown 25e, Lewis - Bravo 8e ( 55e Jones), Kirovski ( 67e Williams), Balboa, McKeon 55e, 63e - Olsen, McBride | Équipes | Al-Deayea - Al-Jahani ( 58e Al-Subaie), Al-Khilaiwi, Zubromawi, Al-Harbi ( 68e Gahwji) - Bin-Shehan 24e, Al-Waked, Al-Otaibi, Sulimani - Al-Temyat 25e, Harthi | Spectateurs : 38 000 Arbitrage : Ubaldo Aquino | Spectateurs : 38 000 Arbitrage : Ubaldo Aquino |

## Effectif
Sélectionneur :  Bruce Arena
| No. | Pos.      | Joueur          | Date de naissance et âge | Sélec. | Club                   |
| --- | --------- | --------------- | ------------------------ | ------ | ---------------------- |
| 1   | Gardien   | Brad Friedel    | 18 mai 1971              |        | Liverpool FC           |
| 2   | Milieu    | Frankie Hejduk  | 5 août 1974              |        | Bayer Leverkusen       |
| 3   | Défenseur | Gregg Berhalter | 1er août 1973            |        | SC Cambuur             |
| 4   | Défenseur | Robin Fraser    | 17 décembre 1966         |        | Los Angeles Galaxy     |
| 5   | Défenseur | C.J. Brown      | 15 juin 1975             |        | Chicago Fire           |
| 6   | Milieu    | John Harkes     | 8 mars 1967              |        | New England Revolution |
| 7   | Milieu    | Eddie Lewis     | 17 mai 1974              |        | San Jose Clash         |
| 8   | Milieu    | Earnie Stewart  | 28 mars 1969             |        | NAC Breda              |
| 9   | Attaquant | Joe-Max Moore   | 23 février 1971          |        | New England Revolution |
| 10  | Attaquant | Jovan Kirovski  | 18 mars 1976             |        | Borussia Dortmund      |
| 11  | Milieu    | Paul Bravo      | 19 juin 1968             |        | Colorado Rapids        |
| 12  | Défenseur | Jeff Agoos      | 2 mai 1968               |        | D.C. United            |
| 13  | Milieu    | Cobi Jones      | 16 juin 1970             |        | Los Angeles Galaxy     |
| 14  | Défenseur | Matt McKeon     | 24 septembre 1974        |        | Colorado Rapids        |
| 15  | Milieu    | Richie Williams | 3 juin 1970              |        | D.C. United            |
| 16  | Défenseur | Carlos Llamosa  | 30 juin 1969             |        | D.C. United            |
| 17  | Défenseur | Marcelo Balboa  | 8 août 1967              |        | Colorado Rapids        |
| 18  | Gardien   | Kasey Keller    | 29 novembre 1969         |        | Rayo Vallecano         |
| 19  | Milieu    | Ben Olsen       | 3 mai 1977               |        | D.C. United            |
| 20  | Attaquant | Brian McBride   | 19 juin 1972             |        | Columbus Crew          |

## Navigation